# Masato Sakurai
Masato Sakurai (født 25. september 1986) er en tidligere japansk fodboldspiller.
Han har spillet for flere forskellige klubber i sin karriere, herunder Kataller Toyama.